# Mesembriornis
Mesembriornis — рід вимерлих нелітаючих птахів родини фороракосових (Phorusrhacidae). Птах існував у ранньому пліоцені (5,3-4 млн років тому) в Південній Америці.

## Скам'янілості
Рештки птаха знайдені у відкладеннях формації Монте-Ермосо на сході Аргентини.

## Опис
Це був хижий нелітаючий птах середнього розміру, заввишки до 1,5 м. Мешкав на відкритих просторах пампи.